# Джастін Вонг-Орантес
Джастін Вонг-Орантес (англ. Justine Wong-Orantes; 6 жовтня 1995, Торренс, Каліфорнія) — американська волейболістка, ліберо. Чемпіонка і віцечемпіонка Олімпійських ігор. Переможниця Ліги націй і Панамериканського кубка.

## Клуби
| Роки      | Клуби                |
| --------- | -------------------- |
| 2019—2020 | «Пальмберг» (Шверин) |
| 2020—2022 | «Вісбаден»           |
| 2022—2023 | «Безьє»              |
| 2023—2024 | «Потсдам»            |
| 2024—     | «Омаха»              |

## Досягнення
Олімпійські ігри
- Перше місце (1): 2021
- Друге місце (1): 2024

Ліга націй
- Перше місце (2): 2018, 2021

Кубок світу
- Друге місце (1): 2019

Панамериканський кубок
- Перше місце (3): 2017, 2018, 2019
- Третє місце (1): 2016

- Кубок Франції
- Перше місце (1): 2023

Особисті досягнення

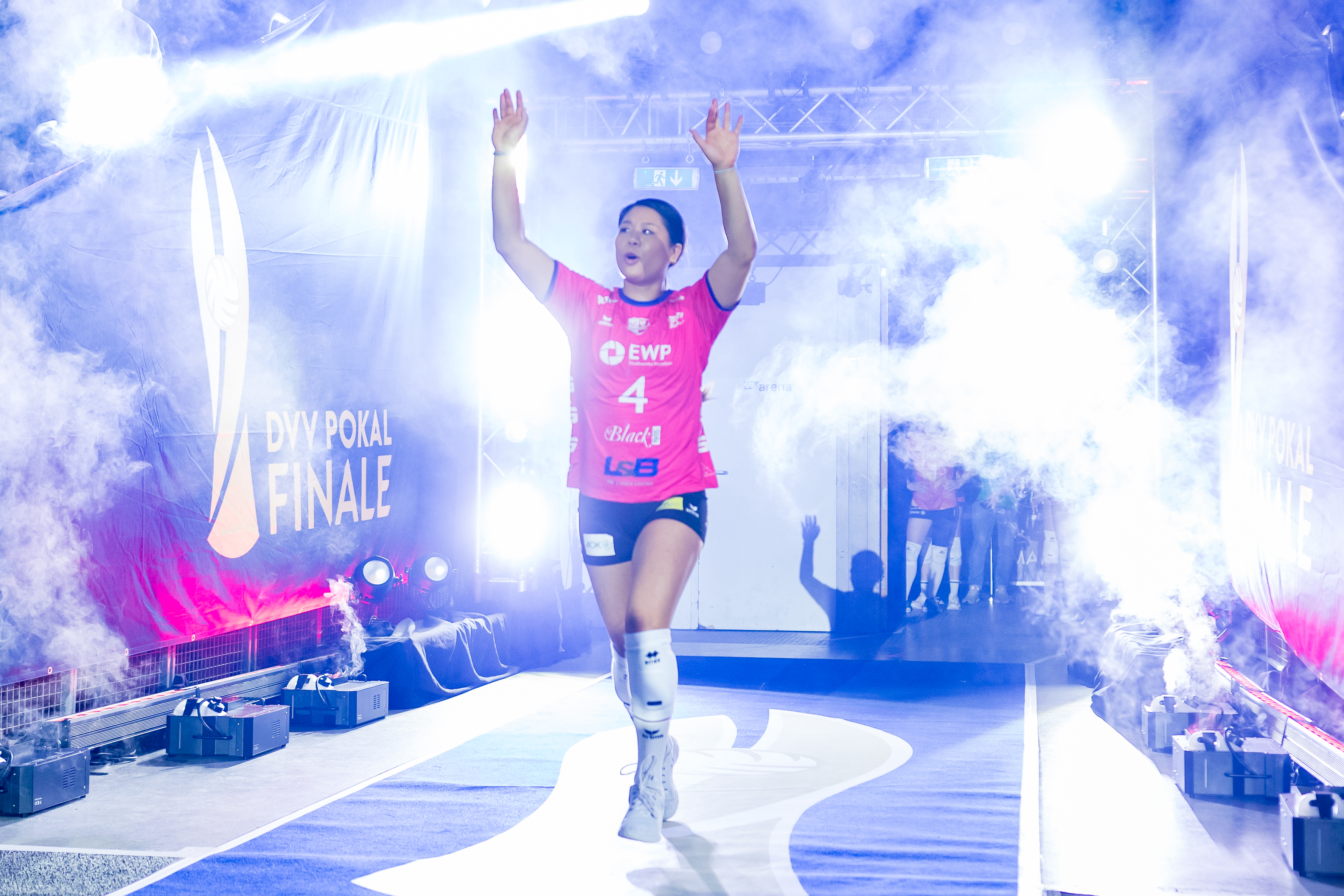

- Ліга націй 2021: «Найкраща ліберо»
- Літні Олімпійські ігри 2020: «Найкраща ліберо»

## Статистика
Статистика виступів на Олімпійських іграх:
| Рік  | Турнір           | Ігри | Сети | Очки | Ср. | Місце | Примітки |
| ---- | ---------------- | ---- | ---- | ---- | --- | ----- | -------- |
| 2021 | Олімпійські ігри | 8    | 28   | 0    | 0   | 1     |          |
| 2024 | Олімпійські ігри | 6    | 24   | 0    | 0   | 2     |          |